# Dąbczyn
Dąbczyn – wieś w Polsce położona w województwie podlaskim, w powiecie wysokomazowieckim, w gminie Ciechanowiec. Część wsi włączono do Ciechanowca.
W latach 1975–1998 miejscowość administracyjnie należała do województwa łomżyńskiego.
Wierni kościoła rzymskokatolickiego należą do parafii Trójcy Przenajświętszej w Ciechanowcu.

## Historia
W roku 1921 w kolonii Dąbczyn naliczono 4 budynki z przeznaczeniem mieszkalnym oraz 28. mieszkańców (14. mężczyzn i 14 kobiet). Wszyscy zadeklarowali narodowość polską i wyznanie rzymskokatolickie.

## Współcześnie
Na jej terenie odnaleziono złoża iłków mułkowatych i mułków ilastych